# 毛格洛曹
毛格洛曹，是匈牙利杰尔-莫雄-肖普朗州所辖的一个村。总面积5.77平方公里，总人口85，人口密度14.7人/平方公里（2011年1月1日）。